# Darkroom
Ein Darkroom (englisch ‚Dunkelkammer‘) ist ein spärlichst beleuchteter Raum für Sexualkontakte überwiegend zwischen homosexuellen Männern in einem öffentlichen Lokal. Seit den 1990er Jahren gibt es Darkrooms auch in einigen Swingerclubs in Mitteleuropa. Im BDSM-Bereich wird auch das „Spielzimmer“ so bezeichnet.

## Beschreibung
Darkrooms können in Schwulenbars, Diskotheken, Saunen, Clubs und heterosexuellen Swingerclubs vorhanden sein, gehäuft sind sie in Lokalen der schwulen Lederszene oder der Szene nahestehenden Lokalen zu finden. Sie sind sehr spärlich bis gar nicht beleuchtet und dienen den Gästen zu sexuellen Handlungen vom Küssen bis zum Geschlechtsverkehr. Üblicherweise bleiben die Partner anonym und vergnügen sich zu zweit oder zu mehreren, ohne sich vollständig zu entkleiden. Manche Teilnehmer beobachten auch in der Nähe des Eingangs, wer hineingeht, oder lernen sich im Lokal kennen und zeigen ein Cruising-Verhalten. Durch die Reduzierung der optischen Selektion und damit eines möglichen Ablehnungsgrundes des Partners sinkt die Hemmschwelle des Einzelnen, seine Vorlieben real umzusetzen. Auf der anderen Seite steigen die Anforderungen, über andere Sinneswahrnehmungen (Tasten, Riechen, Schmecken, Hören) trotzdem den passenden Partner zu finden.

### BDSM
Neben seltenen echten Dunkelräumen wird im BDSM-Bereich bei SM-Partys und in Clubs das „Spielzimmer“ bzw. der „Play Ground“ als abgetrennter Bereich des sexuell geprägten Spiels als Darkroom bezeichnet. Es handelt sich dabei um einen abgetrennten Bereich aus einem oder mehreren per Vorhang verschließbaren kleinen Räumen, welche manchmal bestimmten Themen wie beispielsweise Klinik, Schule oder Kirche gewidmet sind und entsprechend mit Möbeln und Utensilien ausgestattet sind.

## Geschichte
Bereits im London des 18. Jahrhunderts hatte manches Molly House ein Hinterzimmer mit Betten. Echte Darkrooms entstanden während der 1970er Jahre in den USA und waren spärlich, oft nur von einem schwarz angestrichenen Höhlenlicht beleuchtete Kellerräume in Gay-Clubs mit Alkoholausschank, die daher für Minderjährige nicht zugänglich waren. Heutzutage, wenn auch deutlich seltener, gibt es Darkrooms auch im heterosexuellen Bereich, vornehmlich in Swingerclubs. In Berlin und Hamburg existieren auch Darkrooms für Lesben.

## Regelungen in der Schweiz
In Zürich wurde der seit 1996 bestehende § 17 im Gastgewerbegesetz des Kantons Zürich, welcher den Patentinhaber für die „Aufrechterhaltung von Ordnung und guter Sitte im Betrieb“ verantwortlich macht, ab 2006 auch auf Darkrooms angewandt und Anzeigen erstattet. In nicht direkt vergleichbaren heterosexuellen Swingerclubs und Bordellen war die Regel kein Problem, da man die entsprechenden – meist umfangreicheren – Räumlichkeiten außerhalb der patentpflichtigen Gastwirtschaft ansiedelte, mit eigener Bewilligung als Gewerbebetrieb und mit von der Gastwirtschaft getrenntem Eingang führte. Darkrooms sind aber üblicherweise einzelne abgetrennte Räume, die von der Gastwirtschaft aus betreten werden, sodass tiefgreifende bauliche Änderungen oder Schließungen notwendig gewesen wären. Erst nach öffentlichen Protesten in nahezu allen Tagesmedien und nicht zuletzt wegen einer Demonstration im Rahmen des CSD Zürich 2007 erhielten die Behörden den klaren Auftrag zur Beilegung des Konflikts. Schließlich kam eine für beide Seiten akzeptable Lösung zwischen den städtischen Behörden und Darkroom-Betreibern zustande.
Zum Betrieb eines Darkrooms müssen die betreffenden Lokale neben verschiedenen Grundsätzen auch die Präventionscharta des Vereins Gay-Betriebe Schweiz (VEGAS) und des Schweizerischen Bundesamtes für Gesundheit (BAG) bezüglich sexuell übertragbarer Krankheiten erfüllen. Im August 2007 gab es in Zürich vier Betriebe mit Darkrooms.
Im Februar 2008 erklärte ein Einzelrichter am Bezirksgericht Zürich jeglichen Sex im Gastgewerbe grundsätzlich für gesetzeswidrig. Das umfasste auch die Darkrooms. Die unterlegene Partei und Vertreter von Schwulenorganisationen ließen den Entscheid vom Obergericht prüfen. Das Zürcher Obergericht  urteilte im Dezember 2008, dass Darkrooms für Homosexuelle in Lokalen nicht verboten werden dürfen – sofern an den Eingängen strikte Alterskontrollen durchgeführt werden.

## Darkrooms im Theaterstück
Der 1982 uraufgeführte erste Teil der Theaterstück-Serie Torch Song Trilogy von Harvey Fierstein heißt International Stud, benannt nach einer Anfang 1969 in Greenwich Village eröffneten Bar mit einem Darkroom. Für den Einlass in den Darkroom benötigte man Leder- oder Jeanskleidung. Im Stück spielt er eine zentrale Rolle. Es kommt dabei zu einem Aufeinanderprallen zweier Subkulturen, als Dragqueen Arnold zufällig in den Darkroom stolpert.